# Триумфальная арка на руа Аугушта
Триумфальная арка на руа Аугушта (порт. Arco da Rua Augusta) — мемориальное сооружение в виде триумфальной арки, расположенное в историческом центре Лиссабона, столицы Португалии. Находится в северной части Праса-ду-Комерсиу (Торговой площади) и соединяет её с руа Аугушта. Арка построена в ознаменование реконструкции города после землетрясения 1755 года.
Строительство арки проводилось с длительными перерывами, продолжалось более века и было завершено лишь в 1875 году. Изначально сооружение проектировалось как колокольня, но в итоге было преобразовано в искусно сделанную арку. Триумфальная арка включена в перечень охраняемых объетов архитектурного наследия Главного управления культурного наследия Португалии.

## История
Строительство сооружения началось в 1759 году в рамках реконструкции Лиссабона после Великого лиссабонского землетрясения 1755 года, которой руководил маркиз де Помбал. Автором первого проекта был Эужениу душ Сантуш, однако эта версия так и не была завершена. В 1777 году, после начала правления Марии I и отставки де Помбала, она была снесена.

## Архитектура
Арка имеет шесть колонн (высотой около 11 м) и украшена статуями различных исторических личностей. Значительная высота от венчающей части арки до карниза придаёт конструкции видимость тяжеловесности. Соответствующее пространство заполнено гербом Португалии.
В верхней части арки расположены скульптуры Селестена Анатоля Кальмельса, которые изображают Славу, венчающую Гений и Доблесть. Четыре статуи над колоннами, выполненные Виктором Бастосом, изображают Васко да Гаму и Вириата (слева), а также Нуну Алвареш Перейру и Себастьяна Жозе Помбала (справа). Две лежащие фигуры символизируют реки Тежу и Дору.
На верхней части арки начертан текст на латыни, посвящённый величию Португальской империи того времени. В переводе он означает «Добродетелям Великих, дабы служило всем уроком, посвящается. Сооружено за государственный счёт».

## Посещение
С 9 августа 2013 года для посетителей открыта смотровая площадка на вершине арки. На неё можно поняться на лифте и по двум лестницам за 2,5 евро. За первый год работы смотровую площадку посетило 130 000 человек.

## Галерея

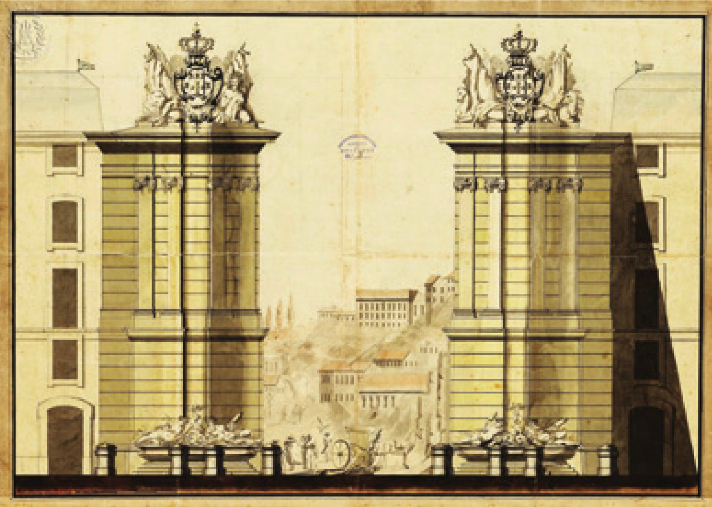
Нереализованный проект въезда на руа Аугушта (ок. 1759)
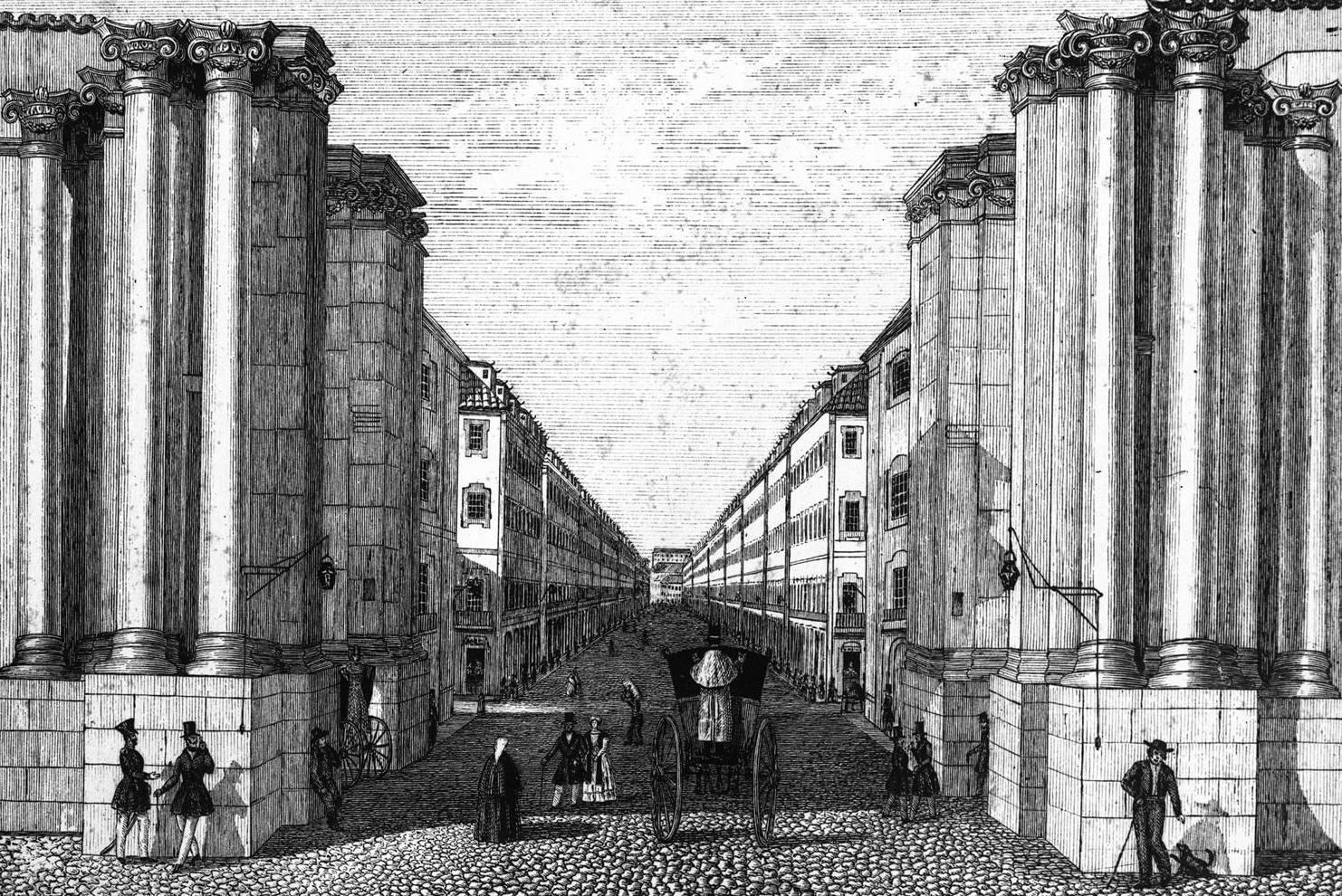
Руа Аугушта с Праса-ду-Комерсиу (ок. 1820) с колоннадами арки, установленными в 1815 году
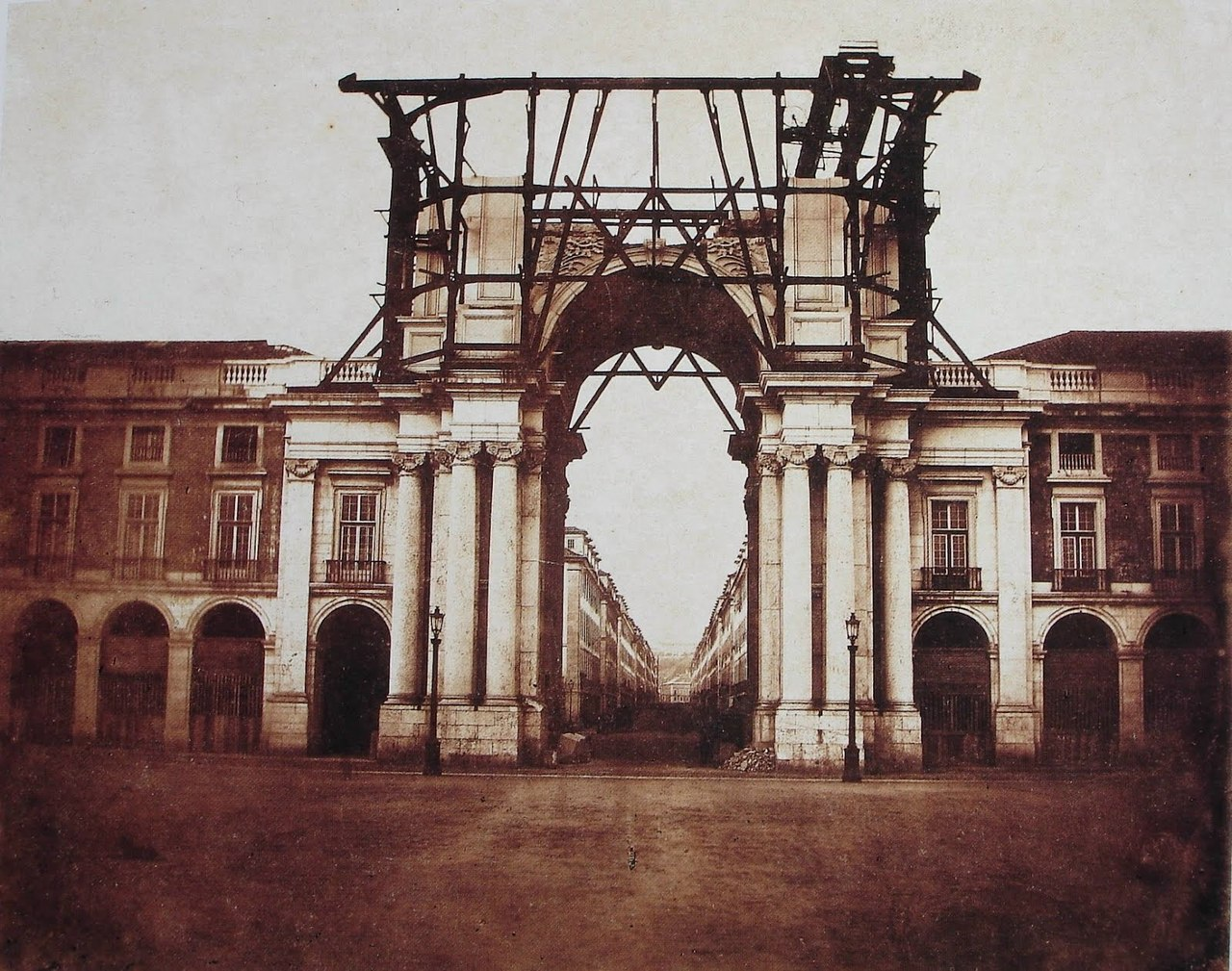
Строительство венчающей части арки (ок. 1862—1873), фото Вацлава Цифки
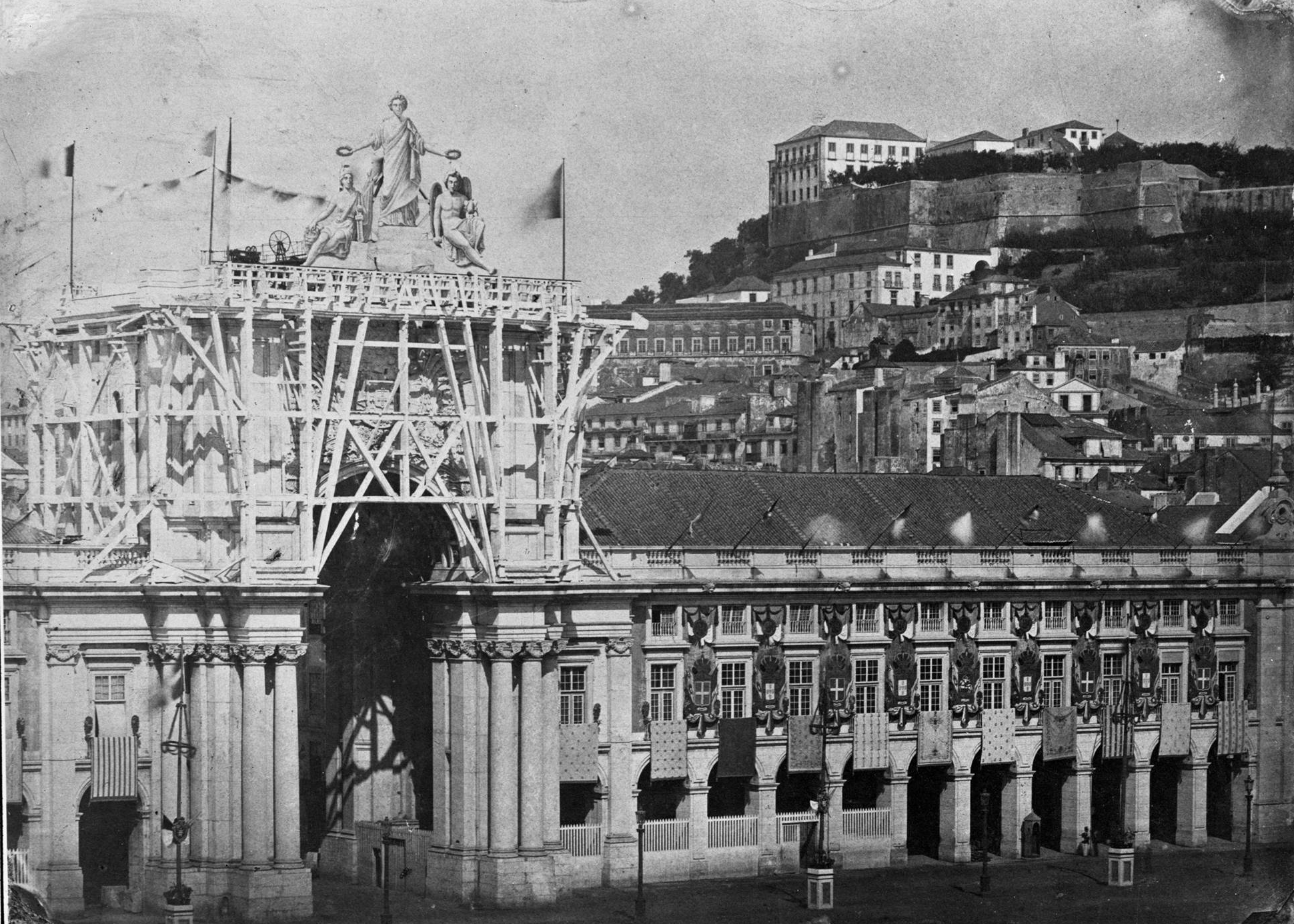
Арка, всё ещё на этапе строительства, украшенная по случаю свадьбы короля Луиша I, 1862
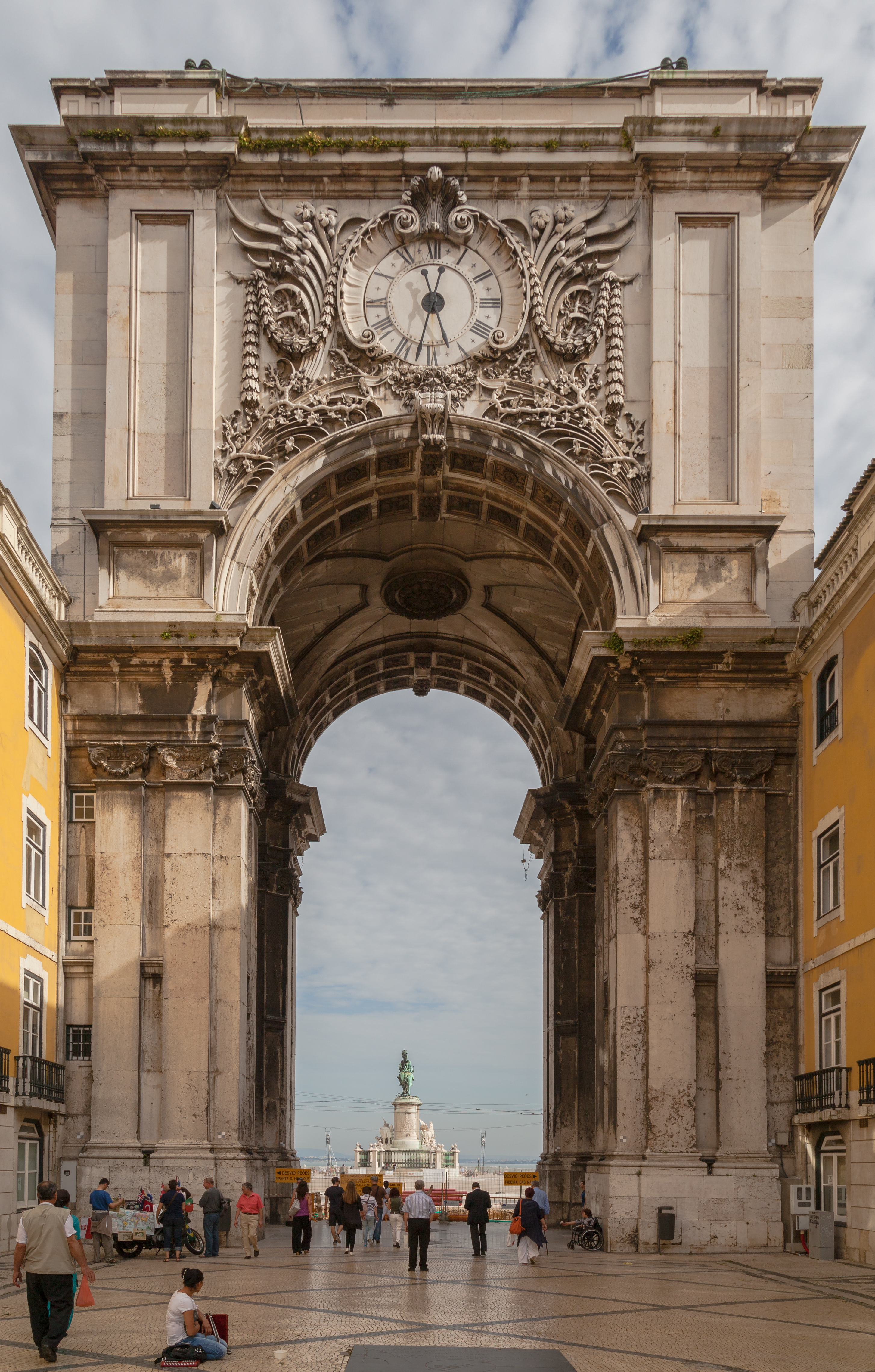
Вид сзади
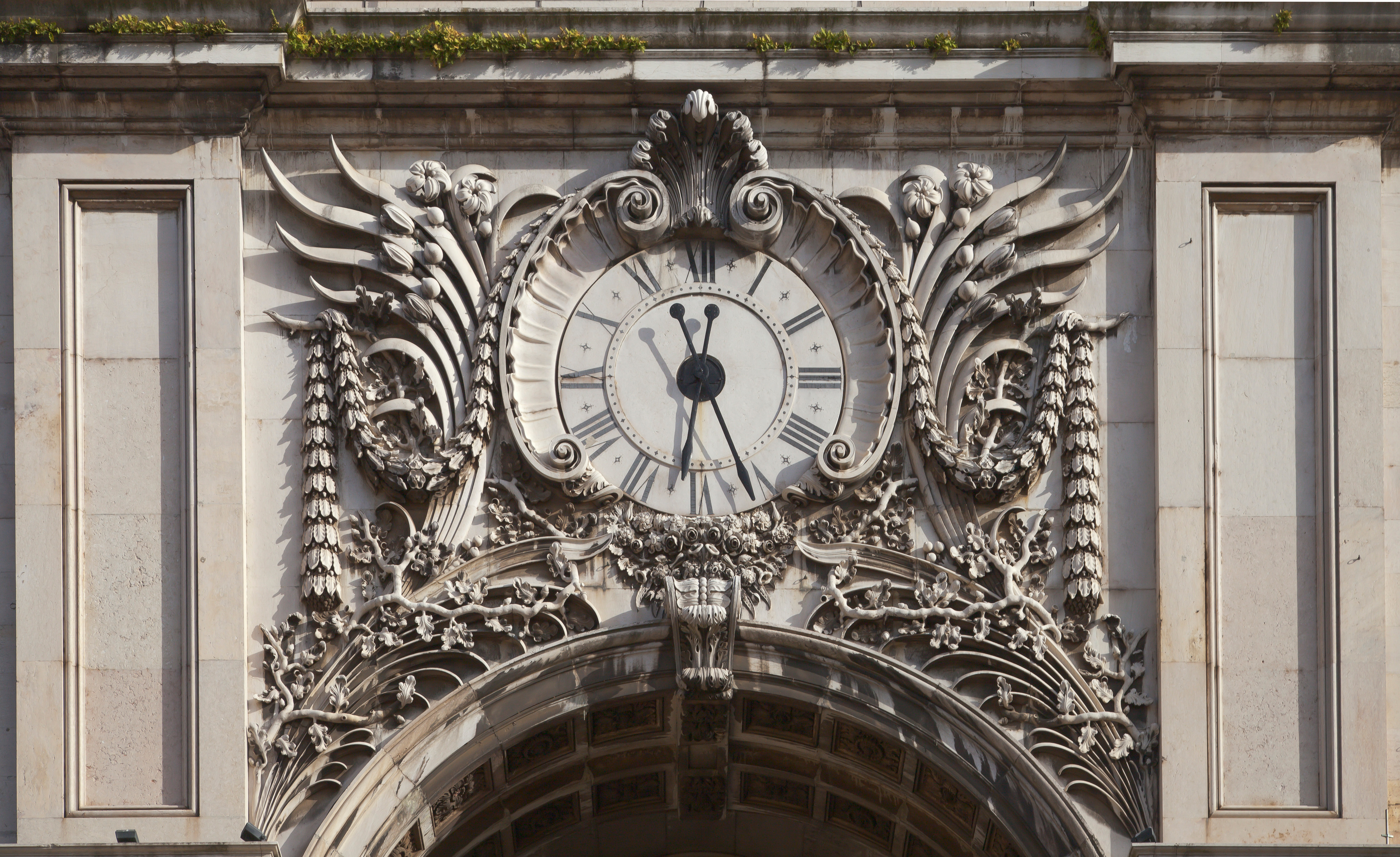
Часы на арке
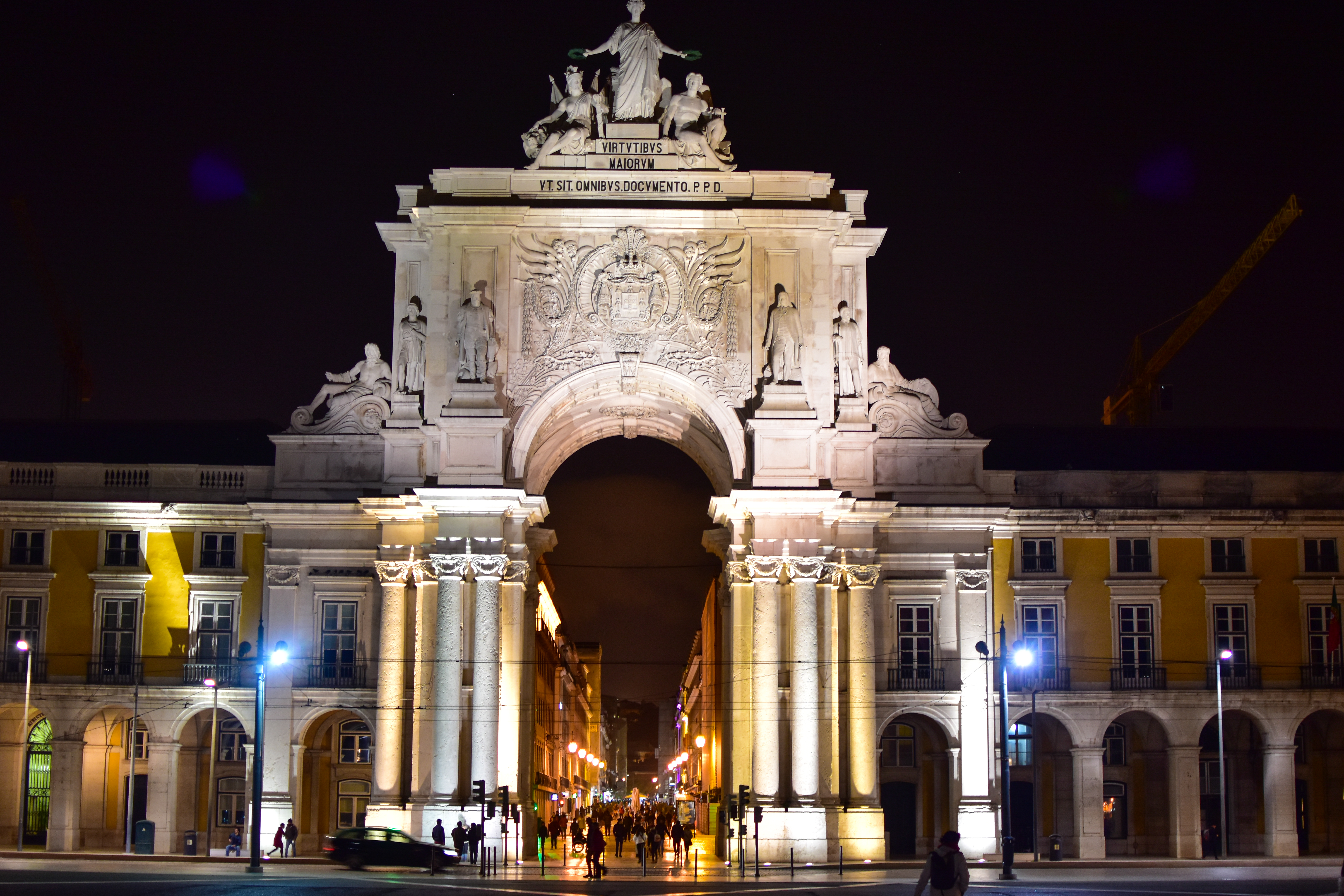
Вид в ночное время

## Комментарии
1. ↑  В оригинале — «VIRTVTIBVS MAIORVM VT.SIT.OMNIBVS.DOCVMENTO.P.P.D.»